# Терористична атака в Бангкоку (2019)
2 серпня 2019 року в столиці Таїланду Бангкоку вибухнуло кілька вибухових пристроїв. Вибухи збіглися з подією ASEAN, яка відбувалася в місті. Шість бомб вибухнули, поранивши чотирьох людей. Повідомлялося про пристрої які не вибухнули.

## Атака
Одна бомба вибухнула біля узбіччя дороги у східному районі Суанлуанг. Три пристрої вибухнули біля урядових офісів на півночі міста. Ще дві бомби були активовані в центральному діловому районі Сілому, поблизу станції Skytrain Chong Nonsi.
Бомби були описані як кульки для пінг-понгу — через їх розмір. Підтверджено, що четверо людей отримали поранення від сміття, жодне не було критичним. Заарештовано двох чоловіків, хоча їх причетність не підтверджена. Саміт ASEAN не був зірваний.